# 葆初

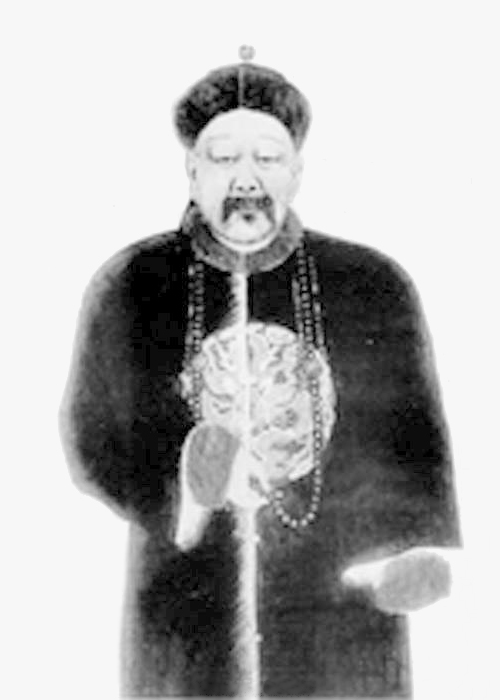

葆初（1860年—1900年）阿鲁特氏，字效先，号冬心，满洲镶黄旗人，清朝外戚、书法家。

## 生平
葆初为崇绮之子。光绪三十年十二月辛酉，袭三等承恩公。早年善于书画，留世《繪境軒讀畫記》，后任散秩大臣。庚子事变时，其母瓜尔佳氏先于京师淪陷，預先挖掘深坑，與子葆初、孙员外郎廉定、廉容、廉密、廉宏等分別跳入土坑自殺，后各奖恤。元配愛新覺羅氏，尚书嵩森之女，继妻愛新覺羅氏，文华之女。
其诗作录入正蓝旗汉军进士胡俊章辑《春明诗课汇选》。